# Sixten Mogren
Sixten Julius Alexis Mogren (i riksdagen kallad Mogren i Bollstabruk), född 12 juli 1876 i Lerbäck, död 17 april 1965 i Borlänge, var en svensk lärare och politiker (liberal).
Sixten Mogren, som var son till en lärare, tog själv folkskollärarexamen i Linköping 1897 och var därefter folkskollärare i Särna 1897-1900 och i Bollstabruk från 1900. Han var även ordförande i Ytterlännäs landskommuns kommunalstämma 1907-1951.
Han var riksdagsledamot i andra kammaren för Ångermanlands mellersta domsagas valkrets 1909-1911 och tillhörde Frisinnade landsföreningens riksdagsgrupp Liberala samlingspartiet. I riksdagen var han bland annat suppleant i 1909 års tillfälliga utskott.